# Gervonta Davis vs. Ryan García
Gervonta Davis vs. Ryan García, anunciado como It Doesn't Get Any Better Than This, en español (No hay nada mejor que esto). Fue una pelea de boxeo profesional disputada entre el campeón de peso ligero de la WBA (Regular), Gervonta Davis, y el excampeón interino de peso ligero del WBC, Ryan García. La pelea sin título tuvo lugar en un peso pactado de 136 libras, con una cláusula de rehidratación de 10 libras, el 22 de abril de 2023, en el T-Mobile Arena en Paradise, Nevada.
Gervonta Davis noqueó a Ryan García en el séptimo asalto con un golpe al cuerpo en el lado derecho del abdomen de Ryan García. Después de tambalear hacia atrás, Ryan García se arrodilló, sosteniendo el lado derecho de su cuerpo. La pelea fue elogiada por los comentaristas. Reportadamente vendió más de 1.2 millones de compras de PPV en Showtime por $84.99. También generó aproximadamente $22.8 millones en ventas de entradas, con dinero adicional obtenido de patrocinios y publicidad.

## Cartelera
1. ↑  Por el título supermediano del WBA (regular)
2. ↑  A Salgado se le descontó 1 punto en la Ronda 7 debido a un golpe bajo.

## Transmisión
| País/Región                                                     | Transmisión | Transmisión  | Transmisión      | Transmisión        |
| País/Región                                                     | Grátis      | Cable TV     | PPV              | Stream             |
| --------------------------------------------------------------- | ----------- | ------------ | ---------------- | ------------------ |
| Estados Unidos (Anfitrión)                                      |             |              | Showtime         | Showtime           |
| Estados Unidos (Anfitrión)                                      |             | DAZN PPV     |                  |                    |
| Australia                                                       |             |              |                  |                    |
| Nueva Zelanda                                                   |             |              |                  |                    |
| Canadá                                                          |             |              |                  |                    |
|                                                                 |             | FITE 1       |                  |                    |
| Alemania                                                        |             |              |                  |                    |
| Italia                                                          |             |              |                  |                    |
| Europa                                                          |             |              |                  | DAZN2              |
| Europa                                                          |             | Fight Sports | Fight Sports Max | Fight Sports Max   |
| Panaasiática (incluido el subcontinente indio y excluido Japón) |             | Fight Sports | Fight Sports Max | Fight Sports Max   |
| MENA                                                            |             | Fight Sports | Fight Sports Max | Fight Sports Max   |
| Francia                                                         |             | RMC Sport    |                  | RMC BFM Play       |
| Japón                                                           |             | Wowow        |                  | Wowow on Demand    |
| Kazajistán                                                      | Qazsport    |              |                  | Qazsport           |
| Latinoamérica                                                   |             | ESPN         |                  | Star+              |
| México                                                          | Azteca 7    |              |                  | TV Azteca Deportes |
| Panamá                                                          | Telemetro   |              |                  | Medcom Go          |
| Tailandia                                                       |             | PPTV HD      |                  |                    |
| África subsahariana                                             |             | SuperSport   |                  | DStv Play          |

- Disponible también en Nueva Zelanda
- Davis vs. García solo con cobertura de DAZN Disponible en Bélgica, Bulgaria, Dinamarca, Estonia, Finlandia, Islandia, Irlanda, Letonia, Lituania, Países Bajos, Noruega, Polonia, Portugal, Suecia y el Reino Unido